# Хоррамдарре (шахрестан)
Хоррамдарре́ (перс. شهرستان خرمدره‎) — одна из 7 областей (шахрестанов) иранской провинции Зенджан. Административный центр — город Хоррамдарре.
В состав шахрестана входит только один район (бахш):
- Меркези (центральный) (بخش مرکزی)

Население области на 2006 год составляло 60 027 человек.

## Населённые пункты
| Русское название | Оригинальное название (фарси) | Население, чел. (2006) |
| ---------------- | ----------------------------- | ---------------------- |
| Хоррамдарре      | خرمدره                        | 48 055                 |
| Сукехриз         | سوكهريز                       | 2 206                  |
| Шевир            | شوير                          | 1 631                  |
| Эрджин           | اردجين                        | 1 177                  |
| Рахматабад       | رحمت اباد                     | 872                    |